# Henry Alford
Henry Alford (Londra, 7 ottobre 1810 – Canterbury, 12 gennaio 1871) è stato un teologo inglese.
Decano (1857) di Canterbury, si oppose strenuamente all'unione con Roma.
Scrisse (1849-1861) Greek New Testament, nel quale lodò la filologia tedesca e promosse la bibbia riveduta.
Diresse per anni la Contemporary Rewiew.